# Vanault-les-Dames
Vanault-les-Dames is een gemeente in het Franse departement Marne (regio Grand Est) en telt 353 inwoners (2005). De plaats maakt deel uit van het arrondissement Vitry-le-François.

## Geografie
De oppervlakte van Vanault-les-Dames bedraagt 19,5 km², de bevolkingsdichtheid is 18,1 inwoners per km².
De onderstaande kaart toont de ligging van Vanault-les-Dames met de belangrijkste infrastructuur en aangrenzende gemeenten.

## Demografie
Onderstaande figuur toont het verloop van het inwonertal (bron: INSEE-tellingen).